# Première classe
Pour les articles homonymes, voir Première classe (homonymie).
Pour l’article ayant un titre homophone, voir Premières classes.
Dans un moyen de transport (avion, train ou bateau), la première classe est la classe la plus confortable et celle offrant généralement le plus de prestations. En outre, l'ambiance y est feutrée, la fréquentation élégante, et le calme y est préservé par une présence attentive du personnel de bord.

## Transport aérien

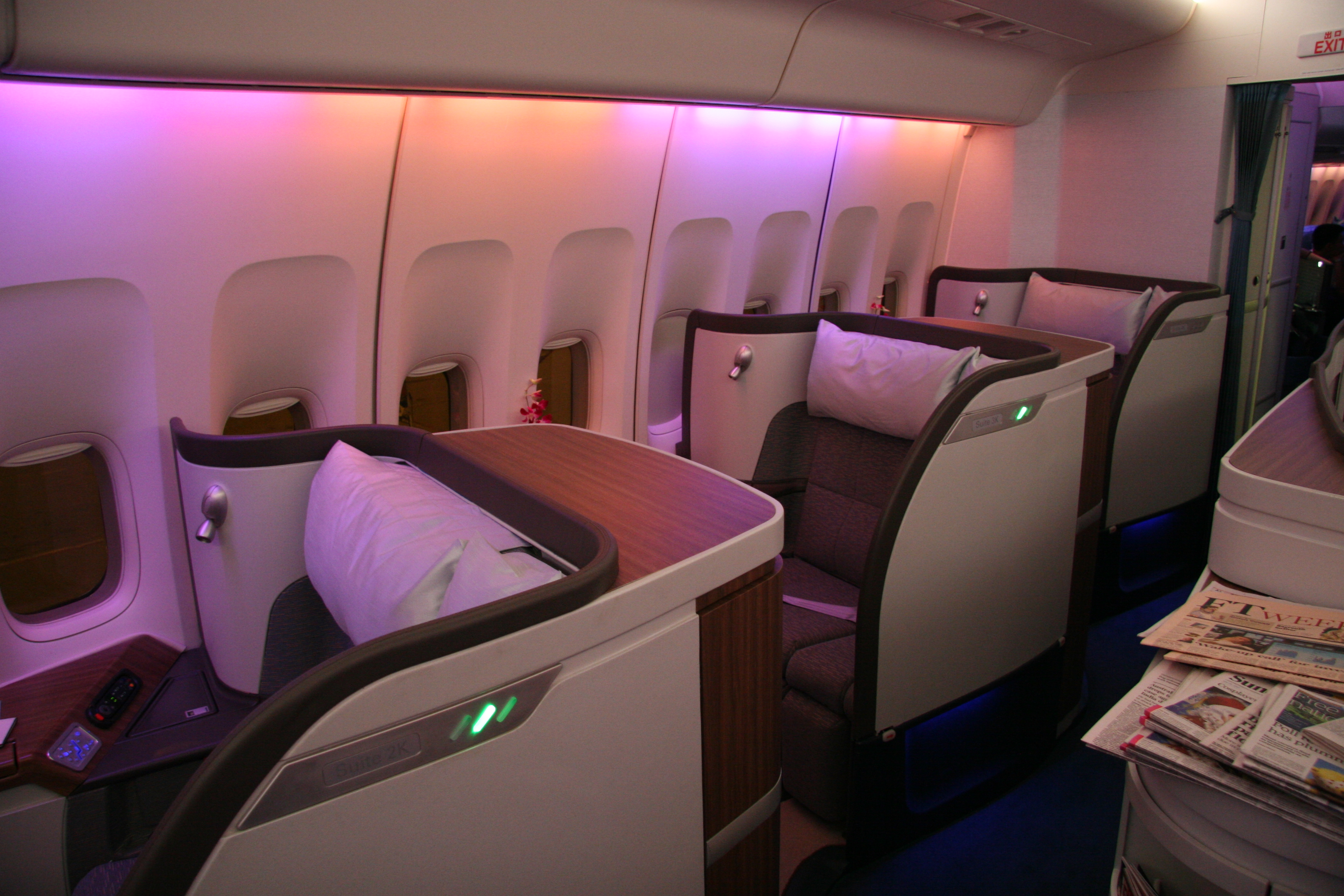
Première classe de Cathay Pacific à bord d'un Boeing 747-400

La première classe a vu son niveau de prestations s'élever en permanence, depuis quelques années[Depuis quand ?], si bien que ce vocable désigne désormais une "première de luxe" — proposée uniquement sur certains vols des plus longs trajets — tandis que l'ancien niveau de confort "première classe" correspond désormais à celui de la classe Affaires, intermédiaire. Les fauteuils de la première classe d'un avion se trouvent généralement à l'avant de l'appareil. Ces fauteuils-lits permettent aux passagers de disposer d'un grand espace pour les jambes, plus espacés que les fauteuils de la classe Affaires, et sans comparaison avec les sièges rapprochés de la classe économique. Les passagers de première classe embarquent généralement les premiers, et disposent souvent de luxueux salons qui leur sont réservés. Les délais d'enregistrement et d'embarquement, ainsi que le poids maximal des bagages autorisés, sont également moins contraignants. Désormais[Depuis quand ?], si l'appareil est distant de l'aérogare, le pré-acheminement des passagers de première classe ne s'effectue plus en aéro-bus mais en limousine privée. À bord, le service est d'une très haute qualité : personnel trié sur le volet, tables nappées dressées pour les repas, fleurs fraîches, champagne à volonté, caviar et foie-gras, rôtisserie, mets à la carte, vins français, cave à liqueurs, bar d'ambiance. Les fauteuils se déploient en vrais lits horizontaux, disposés en alcôve ou cabines privées.
Très peu de compagnies aériennes proposent des vols uniquement en première classe. Un exemple le plus célèbre est le Concorde, utilisé par Air France et British Airways sur des vols transatlantiques. Les fauteuils, faute de place, étaient plus rapprochés et moins larges que sur un Boeing 747, mais le service, la qualité exceptionnelle de la restauration et surtout la vitesse et le gain de temps justifiaient la classe et le prix du billet. Les places sur le Concorde étaient facturées avec un supplément dit "supersonique" sur le prix normal de la première classe proposée par les deux compagnies exploitantes.
L'Airbus A380, mis en service en 2007, propose en première classe, des aménagements d'un luxe encore jamais vu, dont des suites.
Avec le niveau de qualité proposé, les tarifs de la première classe sont très élevés.

## Transport ferroviaire

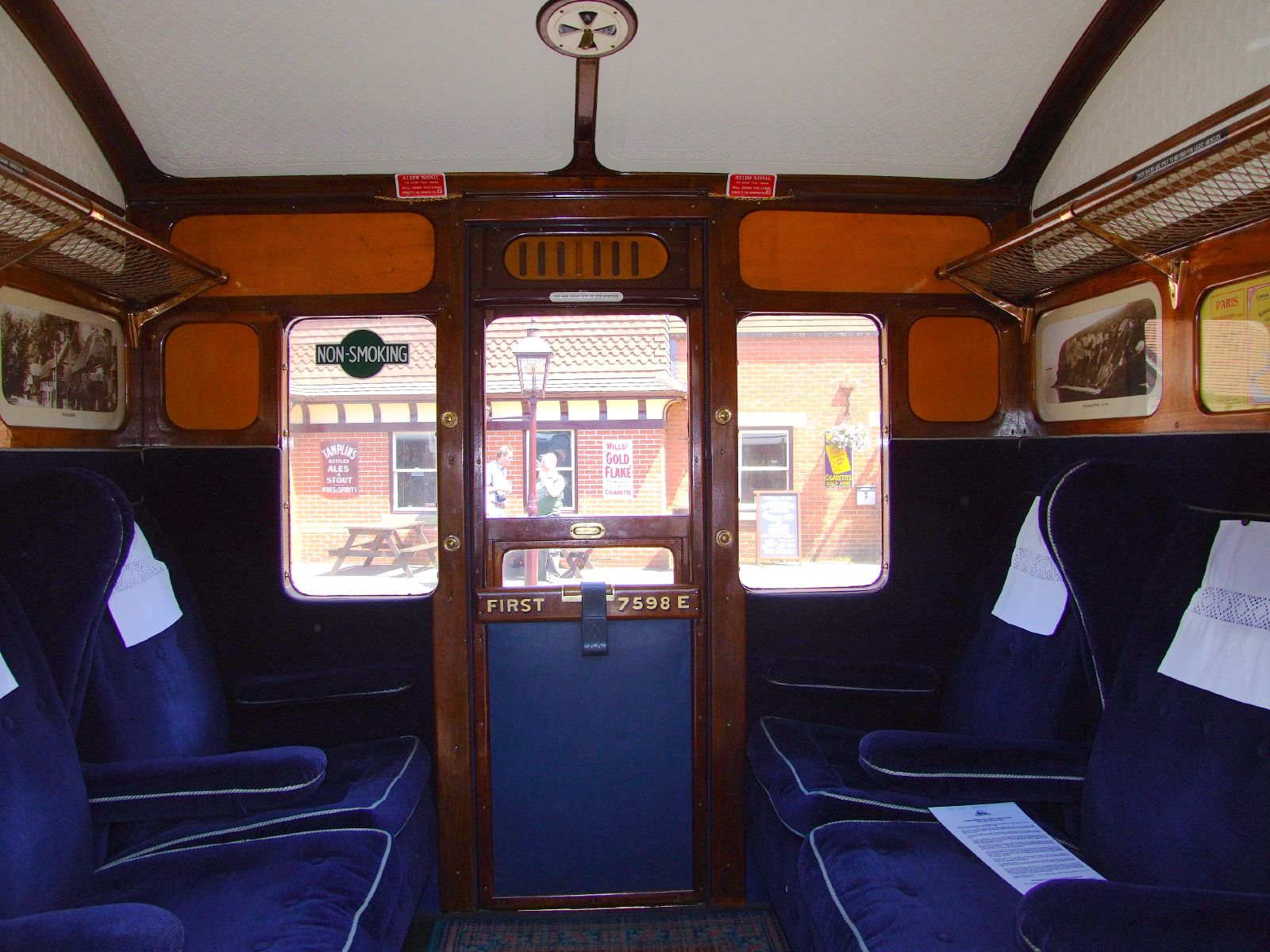
Première classe sur un train de la ligne Bluebell Railway.

La première classe, en train, propose un confort raffiné : larges fauteuils en velours ou en vrai cuir, tapis épais, ambiance feutrée, soit en voitures à compartiments, soit en voitures-salons. En France, de jour, la première classe, sur TGV et Intercités, offre des aménagements de haute qualité constamment améliorés (voitures réservées aux voyageurs d'affaires, accès à des salons d'attente, parfois journaux et service de restauration à la place inclus ou non dans le prix du billet). La nuit, les voitures-lits disposent de luxueuses cabines individuelles ou doubles, parfois avec sanitaires privés. Les couchettes 1re classe (en parcours intérieur à bord des Intercités de nuit) proposent, quant à elles, des compartiments pour une, deux, trois ou quatre personnes maximum, très confortables.
À noter que les trains secondaires (TER) ne proposent pas tous la première classe.
Le métro parisien a proposé une distinction 1re classe / 2nde classe jusqu'en 1991. Cette distinction a persisté pour le RER parisien jusqu'en 1999.

## Transport maritime
Les paquebots de ligne proposent généralement une première classe (appelée aussi « classe cabine ») et une seconde. À bord du transatlantique Queen Mary 2, effectuant la liaison régulière Europe-Amérique du Nord, il y a une « première classe unique » et différents niveaux de cabines (Luxe, Grand Luxe, Suites) correspondant à des catégories de restaurants. Sur les transbordeurs et catamarans géants franchissant le pas de Calais, il y a une classe unique mais aussi un « salon de luxe » accessible contre supplément, assimilable à une première classe.
Au XXe siècle, le service est particulièrement soigné et prestigieux. Ainsi, sur le Titanic, le dernier déjeuner servi aux passagers de la première classe le 14 avril 1912 comprenait un consommé fermier, une soupe écossaise traditionnelle à base de poireaux et de pommes de terre, un filet de barbue, ainsi que des légumes, boulettes, côtelettes de mouton, purée, frites, pommes de terre en robe des champs, meringue et pâtisseries.
Sur les navires de croisière, il n'y avait pas, jusqu'à récemment, à proprement parler de système de classes, mais plutôt des paquebots de luxe et d'autres de catégorie ordinaire, certaines cabines dites « de première classe » étant toutefois plus spacieuses et l'enregistrement, l'embarquement et le débarquement des passagers étant effectués à part. La tendance est aujourd'hui à la réintroduction d'une première classe distincte (pour les plus grands navires).